# راکمارت (جورجیا)
راکمارت، جورجیا (به انگلیسی: Rockmart, Georgia) یک شهر در ایالات متحده آمریکا با جمعیت ۴٬۱۹۹ نفر است که در جورجیا واقع شده‌است.

## موقعیت جغرافیایی
موقعیت جغرافیایی شهرها و مناطق اطراف به شرح زیر است: